# Hakim Bey
Peter Lamborn Wilson (Baltimore, 1945 - Saugerties, 22 de maig de 2022), més conegut pel pseudònim de Hakim Bey, va ser un teòric i poeta estatunidenc anarquista que es descrivia a si mateix com «anarquista ontològic» i sufí. Hakim Bey significa «el senyor jutge» en turc. Es va fer famós el 1990 amb la seva obra T.A.Z.: Temporary Autonomous Zone. Se l'associa amb les tendències anarquistes de l'anarquia postesquerra i l'anarcoindividualisme, encara que també va mostrar simpaties cap al sindicat Treballadors Industrials del Món. Alguns escriptors el consideren el pare ideològic dels hackers.

## Biografia
A més de diversos assajos sobre les tradicions de les societats secretes xineses (Tong), va introduir el concepte de «zona autònoma temporal» a partir dels seus estudis històrics sobre les utopies pirates. També va escriure sobre figures com Charles Fourier o Friedrich Nietzsche i sobre les connexions entre el sufisme i l'antiga cultura celta. Igual que aquests autors i teories, es considera la influència important en els seus escrits del situacionisme.
A finals de la dècada del 1960 va visitar el Marroc, l'Índia i l'Iran, on va viure fins al 1979. Va estudiar en aquest darrer país la lírica i la mística sufí, traduint als poetes clàssics sufís turcs i perses a l'anglès.
Després de la Revolució islàmica va tornar als Estats Units d'Amèrica. La incorporació del que és fosc a la seva lectura del situacionisme el va portar cap al que ell mateix anomena «immediatisme»: una visió crítica del concepte anarquista de revolució que incorpora allò simbòlic, allò identitari i allò mític, redefinint l'acte revolucionari com la creació d'un espai autònom, és a dir, sense Estat ni coerció i alhora com una mitopoiesi, com un relat de si mateix.
Els seus textos es van caracteritzar per tractar d'actualitzar formes i conceptes de realitats socials de diversos llocs del planeta on s'expressa una lògica llibertària de les relacions humanes. Així mateix, són constants les referències a idees religioses no tradicionals que expressen sentits d'autorealització en formes llibertàries.

## Obra publicada
- The Winter Calligraphy of Ustad Selim, & Other Poems (1975) (Ipswich, England) ISBN 0-903880-05-9
- Science and Technology in Islam (1976) (with Leonard Harrow)
- Traditional Modes of Contemplation & Action (1977) (editor, with Yusuf Ibish)
- Nasir-I Khusraw: 40 Poems from the Divan (1977) (translator and editor, with Gholamreza Aavani) ISBN 0-87773-730-4
- DIVAN (1978) (poems, London/Tehran)
- Kings of Love: The Poetry and History of the Nimatullahi Sufi Order of Iran (1978) (translator and editor, with Nasrollah Pourjavady; Tehran)
- Angels (1980, 1994) ISBN 0-500-11017-4 (abridged edition: ISBN 0-500-81044-3)
- Weaver of Tales: Persian Picture Rugs (1980) (with Karl Schlamminger)
- Loving Boys: Semiotext(e) Special (1980) (editor as Hakim Bey; Semiotext(e) (New York))
- Divine Flashes (1982) (by Fakhruddin 'Iraqi, translated and introduced with William C. Chittick; Paulist Press (Mahwah, New Jersey)) ISBN 0-8091-2372-X
- Crowstone: The Chronicles of Qamar (1983) (as Hakim [Bey])
- CHAOS: The Broadsheets of Ontological Anarchism (1985) (as Hakim Bey; Grim Reaper Press (Weehawken, New Jersey))
- Semiotext(e) USA (1987) (co-editor, with Jim Fleming)
- Scandal: Essays in Islamic Heresy (1988) (Autonomedia (Brooklyn, New York)) ISBN 0-936756-15-2
- The Drunken Universe: An Anthology of Persian Sufi Poetry (1988) (translator and editor, with Nasrollah Pourjavady) ISBN 0-933999-65-8
- Semiotext(e) SF (1989) (co-editor, with Rudy Rucker and Robert Anton Wilson)
- The Universe: A Mirror of Itself (1992?) (Xexoxial Editions (La Farge, Wisconsin))
- Aimless Wanderings: Chuang Tzu's Chaos Linguistics (1993) (as Hakim Bey; Xexoxial Editions (La Farge, Wisconsin))
- Sacred Drift: Essays on the Margins of Islam (1993) (City Lights Books (San Francisco)) ISBN 0-87286-275-5
- The Little Book of Angel Wisdom (1993, 1997) ISBN 1-85230-436-7 ISBN 1-86204-048-6
- O Tribe That Loves Boys: The Poetry of Abu Nuwas (1993) (translator and editor, as Hakim Bey) ISBN 90-800857-3-1
- Pirate Utopias: Moorish Corsairs and European Renegadoes (1995, 2003) (Autonomedia (Brooklyn, New York)) ISBN 1-57027-158-5
- Millennium (1996) (as Hakim Bey; Autonomedia (Brooklyn, New York) and Garden of Delight (Dublin, Ireland)) ISBN 1-57027-045-7
- "Shower of Stars" Dream & Book: The Initiatic Dream in Sufism and Taoism (1996) (Autonomedia (Brooklyn, New York)) ISBN 1-57027-036-8
- Escape from the Nineteenth Century and Other Essays (1998) (Autonomedia (Brooklyn, New York)) ISBN 1-57027-073-2
- Wild Children (1998) (co-editor, with Dave Mandl)
- Avant Gardening: Ecological Struggle in the City & the World (1999) (co-editor, with Bill Weinberg) ISBN 1-57027-092-9
- Ploughing the Clouds: The Search for Irish Soma (1999) ISBN 0-87286-326-3
- TAZ: The Temporary Autonomous Zone, Ontological Anarchy, Poetic Terrorism, Second Edition (2003) (as Hakim Bey; incorporates full text of CHAOS and Aimless Wanderings; Autonomedia (Brooklyn, New York)) ISBN 1-57027-151-8
- Orgies of the Hemp Eaters (2004) (co-editor as Hakim Bey with Abel Zug) ISBN 1-57027-143-7
- rain queer (2005) (Farfalla Press (Brooklyn, New York)) ISBN 0-9766341-1-2
- Cross-Dressing in the Anti-Rent War (Portable Press at Yo-Yo Labs chapbook, 2005)
- Gothick Institutions (2005) ISBN 0-9770049-0-2
- Green Hermeticism: Alchemy and Ecology; (with Christopher Bamford and Kevin Townley, Lindisfarne (2007)) ISBN 1-58420-049-9
- Black Fez Manifesto as Hakim Bey (2008) ISBN 978-1-57027-187-8
- Atlantis Manifesto (2nd edition, 2009) Shivastan Publishing limited edition
- Abecedarium (2010) ISBN 978-0977004980
- Ec(o)logues (Station Hill of Barrytown, 2011) ISBN 978-1-58177-115-2
- Spiritual Destinations of an Anarchist (2014) ISBN 978-1620490563
- Spiritual Journeys of an Anarchist (2014) ISBN 978-1620490549
- Riverpeople (2014) ISBN 978-1570272608
- Opium Dens I Have Known with Chris Martin (2014) Shivastan Publishing limited edition
- Anarchist Ephemera (2016) ISBN 978-1620490709
- False Documents (Barrytown/Station Hill Press, Inc., 2016) ISBN 978-1581771404
- Heresies: Anarchist Memoirs, Anarchist Art (2016) ISBN 978-1570273001
- School of Nite with Nancy Goldring (2016) ISBN 978-1941550823
- Night Market Noodles and Other Tales (2017) ISBN 978-1570273162
- The Temple of Perseus at Panopolis (2017) ISBN 978-1570272875
- Vanished Signs (2018) ISBN 978-0999783115
- Lucky Shadows (2018) ISBN 978-1936687435
- The New Nihilism (Bottle of Smoke Press, 2018) ISBN 978-1937073725
- Utopian Trace: An Oral Presentation (2019) ISBN 978-0578491103
- The American Revolution as a Gigantic Real Estate Scam: And Other Essays in Lost/Found History (2019) ISBN 978-1570273575
- Cauda Pavonis: Esoteric Antinomianism in the Yezidi Tradition (2019) ISBN 978-1945147401
- False Messiah: Crypto-Xtian Tracts and Fragments (2022) ISBN 978-1735043210
- Peacock Angel: The Esoteric Tradition of the Yezidis (2022) ISBN 978-1644114124